# Pierre Gabriel Aussenac
Pierre-Gabriel Aussenac, né le 30 mars 1764 à Carcassonne dans l'Aude et mort le 2 février 1833 à Auch, dans le Gers, est un général français de la Révolution et de l’Empire.

## Biographie
Soldat le 23 mai 1781 dans le régiment de Médoc-infanterie, devenu 70e de l'arme en 1791, caporal le 11 mai 1784, sergent le 19 juin 1787, et congédié par grâce le 21 novembre 1791. Il passe le 5 décembre suivant en qualité d'instructeur dans le 1er bataillon de volontaires de l'Hérault, et de nouveau congédié le 1er février 1792, il s'enrôle le 3 juin dans le 1er régiment d'infanterie légère, ci-devant chasseurs de Provence, et obtient un nouveau congé le 4 avril 1793. Nommé le 6 du même mois lieutenant au 7e bataillon de volontaires de l'Aude, et chef de bataillon le 8 juillet suivant, il fait les campagnes de 1793 à l'an III à l'armée des Pyrénées-Occidentales, et est fait adjudant-général chef de brigade sur le champ de bataille le 12 pluviôse an II, pour avoir sauvé la vie au général Béthencourt et tué le garde espagnol qui le conduisait.
Réformé par l'effet de la loi du 14 germinal an III, il entre comme chef de bataillon dans la 2e demi-brigade de l'Aude, dite 14e provisoire, devenue 14e demi-brigade de ligne en l'an IV, et fait les campagnes des ans IV et V en Italie. Envoyé aux armées d'Angleterre et de Batavie pendant les ans VI et VII, il passe avec son grade dans la 98e demi-brigade de ligne le 15 brumaire an VIII, et fait avec ce corps les campagnes des ans VIII et IX aux armées gallo-batave, de l'Ouest et des côtes de l'Océan. Le 21 mai 1798, le contre-amiral Lacrosse lui donne le commandement d'Harfleur, menacé par une division anglaise.
Appelé à faire partie de l'expédition de Saint-Domingue de l'an X à l'an XII inclusivement, il est promu chef de brigade sur le champ de bataille le 24 vendémiaire an XI par le général en chef Leclerc. Passé au commandement de la 74e demi-brigade le 15 frimaire an XI, de la 7e le 1er germinal suivant, et de la 31e le 17 messidor de la même année, il reçoit la croix d'officier de la Légion d'honneur le 25 prairial an XII, quoique n'étant pas encore membre de l'Ordre. L'Empereur lui donne le commandement du 7e régiment de ligne le 29 fructidor. En garnison à Blaye en l'an XIII, il fait partie de l'armée de l'Ouest de l'an XIV à 1806 inclusivement, et de la Grande Armée pendant la campagne de Pologne (1807). Appelé à l'armée d'observation des Pyrénées-Orientales en 1808 et de là en Espagne, il a un cheval tué sous lui le 20 août. À la suite de la mort tragique du général Ferrand, le 7 novembre 1808, Aussenac est muté à Saint-Domingue et est nommé commandant d'Azua. il se retire dans la capitale de l'île, avant qu'on puisse lui en interdire le passage, et bat complètement les insurgés, le 8 décembre. Il défend vigoureusement le faubourg Saint-Charles, le 4 février 1809, et s'empare du fort Saint-Jérôme. Il obtient, le 20 février, de nouveaux avantages au passage de la rivière Ozama.
Il sert en Catalogne, Aragon et Portugal jusqu'en 1812, se distingue aux sièges de Gérone et de Tortose, est créé baron de l'Empire le 15 août 1810, et est élevé au grade de général de brigade le 6 août 1811 pour sa belle conduite pendant le siège de Tarragone. Admis à la retraite par décret du 11 février 1813 et retiré à Auch, il commande en janvier 1814 la Garde nationale sédentaire du département du Gers, lorsque, par décret du 21 février 1814, Louis XVIII le remet en activité et l'envoie par lettre de service du 19 mars suivant à l'armée de Lyon pour y commander une brigade. Retraité par ordonnance du 1er août de la même année, il est créé chevalier de l'ordre du Mérite-Militaire, le 10 décembre et reçoit la croix de Saint-Louis le 7 mars 1815. Désigné sur sa demande, en avril suivant, pour concourir à l'organisation des gardes nationales dans la 6e division militaire, il est nommé le 20 juin de la même année au commandement du département de l'Ain, en remplacement du général Louis François Jeannet, que l'Empereur appelait au quartier impérial. Obligé de quitter ce commandement au moment où les alliés font leur entrée dans le département, il suit le mouvement de l'armée des Alpes et se rend à Roanne pour y attendre de nouveaux ordres. Autorisé le 7 août suivant à rentrer dans ses foyers, et définitivement admis à la retraite le 9 septembre 1815, il se retire à Auch et y meurt le 2 février 1833.

## Décorations
- 15 juin 1804 : officier de la Légion d'honneur
- 15 août 1810 : baron de l'Empire

## Armoiries
| Figure | Blasonnement |
|        | Armes du baron Aussenac et de l'Empire Parti de gueules et d'azur à une bande d'or, accompagnée de deux étoiles du même, une en chef, une en pointe ; au franc-quartier des Barons militaires de l'Empire., |